# Electro Hippies
Electro Hippies foi uma banda inglesa formada em 1985 em Wigan, e foi uma das primeiras bandas de crust punk/grindcore.

## História
O baterista Simon e o baixista Bruno tinham a intenção de tocar um hardcore punk rápido e agressivo, com influências de heavy metal. Logo, se juntaram a eles os guitarristas Andy e Phil e o vocalista Kate. 
Sua estréia foi em Liverpool ainda no ano de 1985. Pouco tempo depois, Kate foi para os Estados Unidos e Phil também saiu da banda. 
Em 1986, Phil voltou para a banda e Jeff Walker assumiu os vocais. Porém, novamente Phil saiu da banda. Gravaram então a primeira demo-tape Killing Babies is Tight e logo em seguida, um split que eles mesmo produziram, com a banda Generic.
Bruno e Jeff saíram da banda no final de 1986, Jeff foi para a banda Carcass. Dom entrou no baixo, Simon foi para a bateria e Andy, na época guitarrista, passou para os vocais. Em janeiro de 1987 gravaram a segunda demo-tape Killing Babies for Profit e fizeram vários shows pela Europa. 
No fim de 1987 gravaram o LP The Only Good Punk pela Peaceville Records. No começo de 1988, Simon saiu da banda e Whitey tomou o seu lugar na bateria. 
Em 1989, lançaram o 12" EP Play Fast or Die, uma reedição do seu split com Generic. Em abril do mesmo ano, eles fizeram o último show no Planet X de Liverpool e logo após, a banda acabou.
Apesar da carreira curta, a banda influenciou diversas bandas de crust punk, hardcore punk e grindcore que se formaram posteriormente.

## Discografia
- Killing Babies is Tight (Demo-tape, 1986)
- Split c/Generic (split LP, 1986)
- Killing Babies for Profit (Demo-tape, 1987)
- The Only Good Punk (LP, 1987, Peaceville Records)
- Play Fast or Die (12" EP, 1989)